# يوهان فريدريك فون ماير
يوهان فريدريك فون ماير (بالألمانية: Johann Friedrich von Meyer)‏ هو مترجم الكتاب المقدس ‏ ولغوي وقاضي وعالم عقيدة ومترجم وسياسي ألماني، ولد في 12 سبتمبر 1772 في فرانكفورت في ألمانيا، وتوفي بنفس المكان في 28 يناير 1849. انتخب عمدة.